# Антиса Хвічава
Антиса Хвічава (груз. ანტისა ხვიჩავა; 8 липня 1880, Сачин, Цаленджихський район, Самегрело — 30 вересня 2012, там же) — грузинська довгожителька. Почесна громадянка міста Цаленджіха. Імовірно була найстарішою мешканкою планети.

## Життєпис
Антіса Хвічава проживала в селі Сачин Цаледжихського муніципалітету, край Самеґрело-Земо Сванеті.
Жінка перебувала на пенсії з 1965 року. Вона працювала на полі — збирала чай та кукурудзу в горах Сачин, Грузія.
У неї було 10 онуків, 12 правнуків та 6 праправнуків.
Антиса Хвічава ясно мислить, грає в нарди і час від часу дозволяє собі чарку горілки.

### Ювілей (130 років)
Ювілей громадянки широко відзначався в Грузії. Зібралися рідні, односельчани, представники районної адміністрації, співробітники Агентства цивільного реєстру Грузії, які передали кошики солодощів і грузинське вино. На честь 130-річчя мешканки Грузії фольклорний колектив села Сачин виконав її улюблені пісні. 
У Антиса Хвічава збереглися радянський паспорт і деякі дореволюційні документи, що підтверджують її вік. Антиса Хвічава працювала в сільському господарстві до 1965 року, а в 85 років вийшла на пенсію.